# Sextant

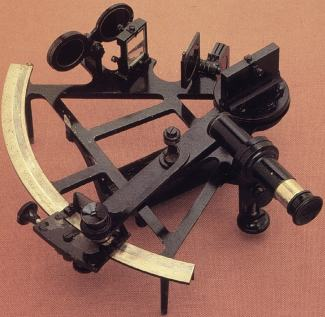
Sextant

Sextant je přenosný přístroj pro měření úhlové vzdálenosti dvou těles nebo úhlu výšky nebeských těles nad horizontem. Od 18. do první poloviny 20. století byl nejpoužívanějším přístrojem pro určení zeměpisné polohy při navigaci.
Základem přístroje, který mu dal jméno (latinsky „šestina“), je úhloměr o velikosti 1/6 kruhu (60°), který díky využití zrcadla umožňuje měřit dvojnásobný rozsah úhlů (120°). Velikost a rozsah se muže mírně lišit, případně se používají obdobná označení dle velikosti např. kvintant (1/5) či oktant (1/8). Využití zrcadla také umožňuje v hledáčku sledovat současně horizont i zaměřovaný objekt.

## Historie
Princip sextantu objevil Isaac Newton, avšak svůj objev nepublikoval. Okolo roku 1730 sextant nezávisle znovu objevil anglický matematik John Hadley a americký vynálezce Thomas Godfrey. Sextant začal být používán v navigaci, kde nahradil astroláb a kvadrant.

## Princip
Sextant využívá otočného zrcadla a překrytí odrazu pozorovaného tělesa (např. hvězdy) s obrazem horizontu v druhém, polopropustném zrcadle.
Při použití se sextant nastaví do polohy, aby byl přímým průhledem skrz polopropustné zrcadlo vidět horizont. V ose otáčení je umístěno otočné zrcátko, které je spojeno s ukazatelem na úhlové stupnici. Se zrcátkem se pootáčí až do polohy, kdy se obraz zaměřovaného tělesa promítne na polopropustné zrcadlo a překryje se se současně pozorovaným horizontem. Na stupnici se pak odečte úhel odpovídající výšce tělesa nad horizontem.
Protože úhel dopadu a odrazu se sčítají (zrcátko pod úhlem 45° odrazí paprsek v úhlu 90°), úhel otočení zrcátka vůči polopropustnému zrcadlu α odpovídá výšce nad obzorem 2α. Stupnice mívá maximální označenou hodnotu 120°, takže přístroj má tvar kruhové výseče s úhlem 60°, tj. šestiny plného kruhu – odtud název sextant.
Pro přesnější zaměření je sextant vybaven malým dalekohledem a různými barevnými výklopnými filtry, které také ochraňují zrak při zaměřování slunce.

Princip měření sextantem

## Navigace
Navigace pomocí sextantu je metoda náročná na pomůcky a zkušenost navigátora. V principu se jedná o výpočet rozdílu polohy vypočtené astronomické polohy slunce na místě předpokládané polohy a určení korekce polohy k místu skutečného měření. Kromě znalosti poměrně komplikovaného výpočtu obsahujícího několik konstant (datum slunovratu, deklinace slunovratu, korekce na použité časové pásmo) je pro dosažení v praxi využitelné přesnosti nutné znát hodnoty korekcí z Almanachu. Námořní tabulky, "Nautical Almanach", vydává US Nautical Almanach Office spolu s britským Her Majesty Nautical Almanach Office pro každý rok.